# Macrobrachium therezieni
Macrobrachium therezieni is een garnalensoort uit de familie van de Palaemonidae. De wetenschappelijke naam van de soort is voor het eerst geldig gepubliceerd in 1965 door Holthuis.